# William Lucking
William "Bill" Lucking, född 17 juni 1941 i Vicksburg, Michigan, död 18 oktober 2021 i Las Vegas, Nevada, var en amerikansk film- och tv-skådespelare. Han är främst känd för rollen som överste Lynch i The A-Team.
Han flyttade till Santa Paula, Kalifornien 1971. Hans hustru Mimi dog i bröstcancer.

## Filmografi

### Film, i urval
- 1988 – Damernas
- 1995 – Den förlorade sonen
- 2000 – Erin Brockovich
- 2003 – Welcome to the Jungle

### TV, i urval
- 1968 – På farligt uppdrag, avsnitt The Mercenaries (gästroll i TV-serie)
- 1970 – Bröderna Cartwright, avsnitt The Impostors (gästroll i TV-serie)
- 1975 – Familjen Walton, avsnitt The Intruders (gästroll i TV-serie)
- 1982 – M*A*S*H, avsnitt Sons and Bowlers (gästroll i TV-serie)
- 1982 – Knight Rider, avsnitt A Plush Ride (gästroll i TV-serie)
- 1983 – Magnum P.I., avsnitt Two Birds of a Feather (gästroll i TV-serie)
- 1983–1984 – The A-Team (TV-serie)
- 1995 – På spaning i New York, avsnitt Travels with Andy (gästroll i TV-serie)
- 1995 och 1998 – På heder och samvete (gästroller i TV-serie)
- 1995–1997 – Star Trek: Deep Space Nine (TV-serie)
- 1996 – Walker, Texas Ranger, avsnitt Break-In (gästroll i TV-serie)
- 1996 – Arkiv X, avsnitt Jose Chung's "From Outer Space" (gästroll i TV-serie)
- 1999 – Vita huset, avsnitt The State Dinner (gästroll i TV-serie)
- 2008–2011 – Sons of Anarchy (TV-serie)